# Eltringham
Eltringham – osada w Anglii, w Northumberland, w dystrykcie (unitary authority) Northumberland. Leży 52,9 km od miasta Alnwick, 18 km od miasta Newcastle upon Tyne i 401,2 km od Londynu. W 1951 roku civil parish liczyła 324 mieszkańców.